# 維爾卡河 (戈倫河支流)
維爾卡河（烏克蘭語：Вирка），是烏克蘭的河流，位於該國西北部，屬於戈倫河的左支流，發源自維爾卡，流經羅夫諾州，河道全長27公里，流域面積261平方公里。